# Yakubu Gowon
Generál Yakubu "Jack" Dan-Yumma Gowon (* 19. října 1934) je bývalý nigerijský voják a politik, který se po vojenském převratu v roce 1966 dostal do čela Nigérie a v době občanské války (1967-1970) porazil biaferské separatisty. V roce 1975 byl Gowon svržen při dalším vojenském převratu.

## Mládí
Gowon se narodil jako páté z jedenácti dětí v malé vesnici Kanke, ale krátce po narození se celá rodina přestěhovala do Zarie, kde Yakubu vyrůstal a získal vzdělání. Ve škole vynikal hlavně ve sportu - hrál fotbal, skákal o tyči, běhal dlouhé tratě a věnoval se i boxu. Do nigerijské armády vstoupil v roce 1954. V druhé polovině 50. let a na začátku let šedesátých studoval Gowon na vojenských akademiích ve Velké Británii (např. na Royal Military Academy Sandhurst). V letech 1960-61 a 1963 se už tehdy podplukovník Gowon dostal do Konga (Zairu) jako člen mírových sil Organizace spojených národů. Od této doby nebyl Gowon pouze voják z povolání. V Nigérii rostlo napětí mezi etnickými skupinami a Gowon, který sice pocházel ze severu Nigérie, avšak nepatřil mezi Hausy ani Fulby a nebyl ani muslimského vyznání, se rozhodl začít zasahovat do politiky.

## Politický vzestup
V lednu 1966 skupina mladých důstojníků provedla státní převrat, během něhož bylo zabito i mnoho vysoce postavených politiků. Po tomto převratu se k moci dostal generál Johnson Aguiyi-Ironsi a Gowon se vrátil do Velké Británie, kde dále studoval. Napětí mezi etniky dále rostlo a vyústilo v násilnosti, při kterých byl Ironsi 29. července 1966 popraven. Gowon se dostal do čela vojenské vlády, situace však byla stále velmi vyostřená a nakonec vedla k občanské válce.

## Poválečný život a svržení
Po občanské válce došlo v Nigérii k ekonomickému vzestupu, a to hlavně díky těžbě ropy. Toto období však bylo spojeno i s růstem korupce a úplatkářství. 1. října 1974 generál Gowon prohlásil, že Nigérie není připravena k civilní vládě a posunul termín předání na dobu neurčitou. Zatímco se v červenci 1975 Gowon účastnil summitu Organizace africké jednoty v Kampale, v Nigérii došlo k dalšímu vojenskému převratu, při kterém byl Yakubu Gowon svržen a do čela státu se dostal Murtala Mohammed.

## Život v exilu
Gowon odešel do Velké Británie, kde studoval politologii na University of Warwick. Yakubu Gowon byl zapleten do neúspěšného puče (únor 1976), který vedl podplukovník Dimka, a při kterém měl být Muhammed zabit. Dimka se údajně předtím setkal s Gowonem v Londýně a získal od něj podporu k převratu. Generál Gowon žije ve Velké Británii a zapojil se do mnoha programů týkajících se např. africké politiky či problémů s AIDS.